# بعربو
بعربو (به عربی: بعربو) یک روستا در سوریه است که در ناحیه خان شیخون واقع شده‌است. بعربو ۹۵۴ نفر جمعیت دارد.